# BMI Regional
British Midland Regional Limited (obchodní značka BMI Regional či flybmi) byla skotská regionální letecká společnost. Operovala pravidelné lety s cestujícími ve Spojeném království a po Evropě. Sídlila na letišti v East Midlands, nacházející se v hrabství Leicestershire. Byla založena v roce 1987 zanikla v únoru 2019, kvůli finančním problémům které byly částečně způsobené odchodem Spojeného království z EU. Aerolinie měla letecké základny na letiších v Aberdeenu, Bristolu, East Midlands (East Midlands), Karlstadu (Karlstad), Mnichově a v Newcastlu (Newcastle). Provozovala flotilu Embraerů 135 a 145, v únoru 2017 jich bylo celkem 18.
Mezi lety 2015 až do ukončení provozu společnosti v roce 2019 společnost létala z Mnichova pravidelně na české letiště Brno-Tuřany. Frekvence byly postupně navyšovány až na jedenáct letů týdně.